# Under the Radar Over the Top
Under the Radar Over the Top este cel de al paisprezecelea album de studio al grupului german de dans Scooter. Albumul a fost lansat pe 2 octombrie 2009, precedat de single-ul „ J'adore Hardcore” pe 14 august.  Un al doilea single, „Ti Sento”, a fost lansat în aceeași zi cu albumul.  Cel de-al treilea single „The Sound Above My Hair” a fost lansat pe 27 noiembrie 2009.  și „Stuck on Replay”, al 4-lea single al albumului este folosit ca melodie oficială a temei din Campionatul Mondial IIHF 2010. 
Under the Radar Over the Top s-a dus cu aur în anul 2010. 

## Urmărirea listei
| Nr. | Titlu                     | Lungime |  |
| 1.  | „Stealth”                 | 1:23    |  |
| 2.  | „J'adore Hardcore”        | 4:20    |  |
| 3.  | „Ti Sento”                | 3:55    |  |
| 4.  | „State of Mind”           | 3:30    |  |
| 5.  | „Where the Beats...”      | 3:51    |  |
| 6.  | „Bit a Bad Boy”           | 3:47    |  |
| 7.  | „The Sound Above My Hair” | 4:38    |  |
| 8.  | „See Your Smile”          | 4:13    |  |
| 9.  | „Clic Clac”               | 4:29    |  |
| 10. | „Second Skin”             | 5:54    |  |
| 11. | „Stuck on Replay”         | 3:10    |  |
| 12. | „Metropolis”              | 5:38    |  |

### Ediție limitată
O versiune în ediție limitată a albumului include un al doilea CD intitulat The Dark Side Edition și un DVD bonus. 

#### Lista de piese pentruThe Dark Side Edition
| Nr. | Titlu                           | Lungime |  |
| 1.  | „She's The Sun”                 | 3:48    |  |
| 2.  | „Take Me Baby”                  | 4:15    |  |
| 3.  | „Frequent Traveller”            | 3:37    |  |
| 4.  | „Eyes Without a Face”           | 3:18    |  |
| 5.  | „Dancing in the Moonlight”      | 4:33    |  |
| 6.  | „Lass Uns Tanzen” (Day Version) | 3:42    |  |
| 7.  | „Stripped” (Live)               | 4:21    |  |
| 8.  | „Sex Dwarf”                     | 4:19    |  |
| 9.  | „Am Fenster”                    | 5:52    |  |
| 10. | „Marian (Version)”              | 4:55    |  |

 DVD-ul oferă un jurnal personal de Scooter din călătoria trupei prin Australia, Africa și Asia, precum și un interviu exclusiv și comentarii selectate pe album. 